# Spacebus Neo
Spacebus Neo est le nom donné à la nouvelle version de la plate-forme Spacebus pour satellites de télécommunications, démarrée en 2014.
En mars 2015, lors du salon international « Satellite 2015 », Thales dévoile Spacebus Neo, la nouvelle gamme de plateformes de satellites de télécommunications géostationnaires, des petits aux extra-larges, qui seront disponibles dans différentes versions, dont l’une totalement électrique.

## Phase C/D
Le 15 septembre 2015, la phase de conception préliminaire au développement du programme Neosat, initiée par l’ESA et le CNES au travers du Plan d’Investissement d’Avenir ayant été achevée, Thales Alenia Space signe avec l’ESA le contrat de phase C/D  couvrant le développement complet et la qualification de la nouvelle génération de sa ligne de plateformes de satellites de télécommunication géostationnaires, Spacebus Neo.
Thales Alenia Space a d’ores et déjà mis en place des consortia industriels à travers l’Europe – notamment en France, en Italie, au Royaume-Uni, en Belgique, en Espagne, en Suède, en Suisse, en République Tchèque, aux Pays-Bas, en Autriche, en Finlande, en Irlande, au Luxembourg, en Pologne et au Portugal – pour développer et fournir des sous-systèmes pour cette ligne de produit.
La nouvelle gamme Spacebus Neo embarquera une palette d’innovations telles que : 
- une solution robuste avec propulsion tout électrique, avec deux mécanismes 2 axes permettant une efficacité  de l'ordre de 90 % en transfert et de 45% à poste
- un nouveau concept de contrôle thermique permettant l'emport d'une charge utile beaucoup plus dissipative, système basé sur une boucle fluide entraînée  par une pompe mécanique
- un sous-système de puissance optimisé,
- une architecture flexible et modulaire[1].

## Satellites Spacebus Neo
Clients :
- Eutelsat

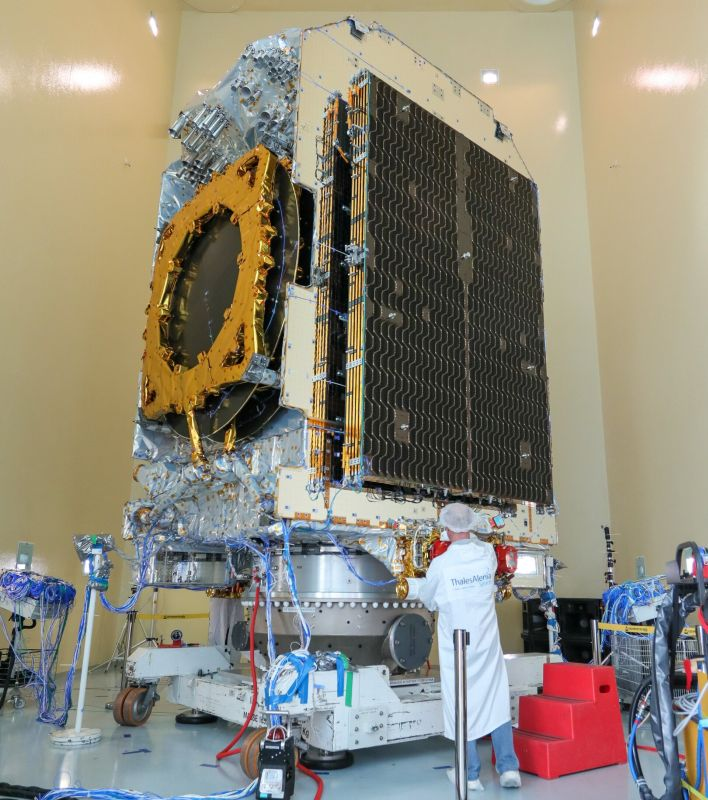
Satellite Konnect, premier Spacebus Neo

  - le 28 octobre 2015, Eutelsat accélère ses projets de haut-débit en Afrique en commandant auprès de Thales Alenia Space un satellite multifaisceaux de nouvelle génération : Spacebus Neo[2].
  - Konnect VHTS
  - Eutelsat 10B
- DGA : COMSAT NG
- SES : SES-17
- Satelit Nusantara Tiga (SNT), Indonésie, satellite SATRIA
- Hispasat : Amazonas Nexus

| N° | Contrat           | Satellite      | Client                       | Masse (kg) | Charge utile | Lanceur  | Lancement           | Fin mission | Commentaire | Chef de programme |
| -- | ----------------- | -------------- | ---------------------------- | ---------- | ------------ | -------- | ------------------- | ----------- | ----------- | ----------------- |
| 1  | 28 octobre 2015   | Konnect        | Eutelsat                     | -          | 7 kW         | Ariane 5 | 17 janvier 2020     | -           |             |                   |
| 2  | 23 décembre 2015  | COMSAT NG      | DGA                          |            |              | Ariane 5 |                     |             |             |                   |
| 3  | 12 septembre 2016 | SES-17         | SES                          | 6600       |              | Ariane 5 | 24 octobre 2021     |             |             |                   |
| 4  | 5 avril 2018      | Konnect VHTS   | Eutelsat                     | 6600       |              | Ariane 5 | 6 septembre 2022    |             |             |                   |
| 5  | 1er juillet 2019  | SATRIA         | Satelit Nusantara Tiga (SNT) | 6600       |              | Falcon 9 | 2022 (prévisionnel) |             |             |                   |
| 6  | 30 octobre 2019   | Eutelsat 10B   | Eutelsat                     |            |              | Falcon 9 | 2022 (prévisionnel) |             |             |                   |
| 7  | 10 janvier 2020   | Amazonas Nexus | Hispasat                     |            |              | Falcon 9 | 7 avril 2023        |             |             |                   |

## Lancements

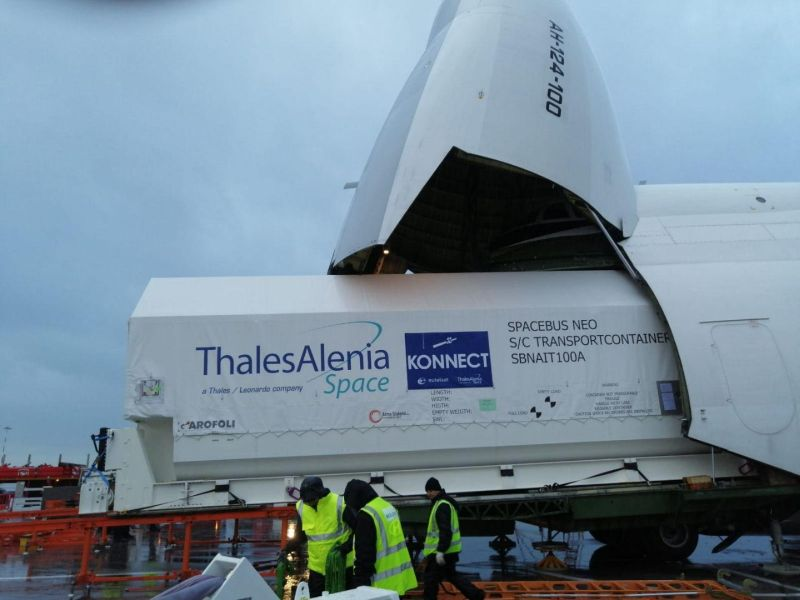
Embarquement, le 29 novembre 2019, à l'aéroport de Nice Côte d'Azur, du conteneur de Konnect, premier Spacebus Neo, pour lancement par Ariane 5 au Centre spatial guyanais

### YouTube
- Spacebus Neo